# Yves Tanguy
Raymond Georges Yves Tanguy (/ˌiːv tɒ̃ˈɡiː/, francês: [iv tɑ̃ɡi]) (Paris, 5 de janeiro de 1900 Woodbury, 15 de janeiro de 1955), conhecido como Yves Tanguy, foi um pintor surrealista francês.